# Smilodon
Smilodon (grčki: σμίλη "nož" e ὀδών "zub"; "nožozubi") je rod izumrlih velikih sabljozubih mačaka iz potporodice Machairodontinae za koje se smatra da su živjele od prije 3 milijuna do prije 10.000 godina u Sjevernoj i Južnoj Americi. Oni su jedini poznati nasljednici Machairodusa. Smilodon znači nožozubi, što je prikladno ime s obzirom na njegove velike očnjake. Vrste smilodona su poznate kao sabljozube mačke (što je netočno jer postoje druge, njima nesrodne sabljozube "mačke") ili sabljozubi tigrovi (što je netočno, jer oni nisu bili tigrovi).
Zna se da je postojalo najmanje pet vrsta Smilodona:
- Smilodon fatalis, 1,6 milijuna - 10.000 godina
- Smilodon gracilis, 2,5 milijuna - 500.000 godina
- Smilodon populator, 1 milijun -10.000 godina
- Smilodon californicus i Smilodon floridus bi mogli biti podvrste Smilodona fatalisa.

Odrasli Smilodon bio je dimenzija prosječnog lava, težio je oko 200 kilograma i imao je kratak rep, moćne noge i veliku glavu. Njegova se čeljust mogla otvoriti za 120 stupnjeva, a njegovi su očnjaci bili dugi oko 17 cm.
Mnogi izvrsno očuvani fosili smilodona pronađeni su u katranskim jamama La Brea u Los Angelesu, što je jedan od razloga zašto je najbolje poznat od svih prapovijesnih mačaka.

## Galerija
- Restauracija, Charles R. Knight
- Fauna katranskih jama La Brea
- Usporedba veličine s čovjekom
- Fosil Smilodona californicusa u
Nacionalnom prirodoslovnom muzeju u Washingtonu